# Бентон (Кентуккі)
Бентон (англ. Benton) — місто (англ. city) в США, в окрузі Маршалл штату Кентуккі. Населення — 4756 осіб (2020).

## Географія
Бентон розташований за координатами 36°51′7″ пн. ш. 88°21′30″ зх. д. / 36.85194° пн. ш. 88.35833° зх. д. (36.852038, -88.358402).  За даними Бюро перепису населення США в 2010 році місто мало площу 10,99 км², з яких 10,85 км² — суходіл та 0,14 км² — водойми. В 2017 році площа становила 11,78 км², з яких 11,65 км² — суходіл та 0,13 км² — водойми.

## Демографія
Згідно з переписом 2010 року, у місті мешкало 4349 осіб у 1809 домогосподарствах у складі 1154 родин. Густота населення становила 396 осіб/км².  Було 2032 помешкання (185/км²).
Расовий склад населення:
| - 97,4 % — білих - 0,6 % — азіатів - 0,4 % — чорних або афроамериканців - 0,1 % — корінних американців |

До двох чи більше рас належало 0,9 %. Частка іспаномовних становила 1,8 % від усіх жителів.
За віковим діапазоном населення розподілялося таким чином: 21,5 % — особи молодші 18 років, 57,1 % — особи у віці 18—64 років, 21,4 % — особи у віці 65 років та старші. Медіана віку мешканця становила 40,5 року. На 100 осіб жіночої статі у місті припадало 89,7 чоловіків;  на 100 жінок у віці від 18 років та старших — 86,7 чоловіків також старших 18 років.
Середній дохід на одне домашнє господарство  становив 51 217 доларів США (медіана — 38 241), а середній дохід на одну сім'ю — 65 974 долари (медіана — 61 941). За межею бідності перебувало 14,7 % осіб, у тому числі 19,3 % дітей у віці до 18 років та 11,4 % осіб у віці 65 років та старших.
Цивільне працевлаштоване населення становило 1498 осіб. Основні галузі зайнятості: освіта, охорона здоров'я та соціальна допомога — 35,9 %, виробництво — 17,5 %, роздрібна торгівля — 13,7 %.